# Sant Joan Fumat
Sant Joan Fumat es una localidad perteneciente al municipio de Valles del Valira, en la provincia de Lérida, comunidad autónoma de Cataluña, España. En 2019 contaba con 32 habitantes.